# Bahnstrecke Ploiești–Brașov
| Bahnhof in Sinaia |                      |                                                 |                                                 |
| |                      |                                                 |                                                 |
| Kursbuchstrecke (CFR): | 300                  |                                                 |                                                 |
| Streckenlänge: | 113,9 km             |                                                 |                                                 |
| Spurweite: | 1435 mm (Normalspur) |                                                 |                                                 |
| Stromsystem: | 25 kV 50 Hz ~        |                                                 |                                                 |
| |                      |                                                 |                                                 |
| \| \| \| von Bukarest \| \| \| \| 56,0 \| Ploiești Triaj \| 160 m \| \| \| \| nach Galați/Roman \| \| \| \| 62,5 \| Ploiești Vest \| Ploiești Vest \| \| \| \| nach Măneciu und nach Târgoviște \| \| \| \| 69,4 \| Buda \| Buda \| \| \| \| nach Slănic \| \| \| \| 81,2 \| Florești \| Florești \| \| \| \| Prahova \| \| \| \| 89,9 \| Bobolia \| Bobolia \| \| \| \| von Telega \| \| \| \| 95,4 \| Câmpina \| 410 m \| \| \| \| Prahova \| \| \| \| 101 \| Breaza \| Breaza \| \| \| 105,2 \| Nistorești \| Nistorești \| \| \| \| Prahova \| \| \| \| 106,2 \| Gura Beliei \| Gura Beliei \| \| \| \| Prahova \| \| \| \| 109 \| Comarnic \| Comarnic \| \| \| 114,1 \| Posada \| Posada \| \| \| \| Prahova \| \| \| \| 119,3 \| Valea Largă \| Valea Largă \| \| \| 123,1 \| Sinaia Sud \| Sinaia Sud \| \| \| 124,7 \| Sinaia \| 820 m \| \| \| 129,4 \| Poiana Țapului \| Poiana Țapului \| \| \| 132,3 \| Bușteni \| Bușteni \| \| \| 136,2 \| Azuga \| Azuga \| \| \| 143,6 \| Predeal \| 1054 m \| \| \| \| ehem. Grenze Rumänien–Ungarn \| \| \| \| \| \| \| \| \| \| Tunnel (104 m) \| \| \| \| \| \| \| \| \| \| \| \| \| \| \| Tunnel (937 m) \| \| \| \| \| \| \| \| \| 153,6 \| Timișu de Sus \| Timișu de Sus \| \| \| 158,8 \| Timișu de Jos \| Timișu de Jos \| \| \| 163,7 \| Dârste \| Dârste \| \| \| \| nach Intorsura Buzăului und nach Târgu Secuiesc \| \| \| \| 169,9 \| Brașov \| 565 m \| \| \| \| nach Făgăraș und nach Zărnești \| \| \| \| \| nach Teiuș \| \| |                      |                                                 |                                                 |
| Strecke |                      | von Bukarest                                    | von Bukarest                                    |
| Haltepunkt / Haltestelle | 56,0                 | Ploiești Triaj                                  | 160 m                                           |
| Abzweig geradeaus, nach rechts und von rechts |                      | nach Galați/Roman                               | nach Galați/Roman                               |
| Bahnhof | 62,5                 | Ploiești Vest                                   | Ploiești Vest                                   |
| Abzweig geradeaus, nach links und nach rechts |                      | nach Măneciu und nach Târgoviște                | nach Măneciu und nach Târgoviște                |
| Haltepunkt / Haltestelle | 69,4                 | Buda                                            | Buda                                            |
| Abzweig geradeaus und nach rechts |                      | nach Slănic                                     | nach Slănic                                     |
| Haltepunkt / Haltestelle | 81,2                 | Florești                                        | Florești                                        |
| Brücke über Wasserlauf |                      | Prahova                                         | Prahova                                         |
| Haltepunkt / Haltestelle | 89,9                 | Bobolia                                         | Bobolia                                         |
| Abzweig geradeaus und von rechts |                      | von Telega                                      | von Telega                                      |
| Bahnhof | 95,4                 | Câmpina                                         | 410 m                                           |
| Brücke über Wasserlauf |                      | Prahova                                         | Prahova                                         |
| Haltepunkt / Haltestelle | 101                  | Breaza                                          | Breaza                                          |
| Haltepunkt / Haltestelle | 105,2                | Nistorești                                      | Nistorești                                      |
| Brücke über Wasserlauf |                      | Prahova                                         | Prahova                                         |
| Haltepunkt / Haltestelle | 106,2                | Gura Beliei                                     | Gura Beliei                                     |
| Brücke über Wasserlauf |                      | Prahova                                         | Prahova                                         |
| Haltepunkt / Haltestelle | 109                  | Comarnic                                        | Comarnic                                        |
| Haltepunkt / Haltestelle | 114,1                | Posada                                          | Posada                                          |
| Brücke über Wasserlauf |                      | Prahova                                         | Prahova                                         |
| Haltepunkt / Haltestelle | 119,3                | Valea Largă                                     | Valea Largă                                     |
| Haltepunkt / Haltestelle | 123,1                | Sinaia Sud                                      | Sinaia Sud                                      |
| Bahnhof | 124,7                | Sinaia                                          | 820 m                                           |
| Haltepunkt / Haltestelle | 129,4                | Poiana Țapului                                  | Poiana Țapului                                  |
| Bahnhof | 132,3                | Bușteni                                         | Bușteni                                         |
| Bahnhof | 136,2                | Azuga                                           | Azuga                                           |
| Bahnhof | 143,6                | Predeal                                         | 1054 m                                          |
| Grenze |                      | ehem. Grenze Rumänien–Ungarn                    | ehem. Grenze Rumänien–Ungarn                    |
| Verschwenkung von links · Verschwenkung von rechts |                      |                                                 |                                                 |
| Tunnel · Tunnel |                      | Tunnel (104 m)                                  | Tunnel (104 m)                                  |
| Verschwenkung nach links · Verschwenkung nach rechts |                      |                                                 |                                                 |
| Verschwenkung von links · Verschwenkung von rechts |                      |                                                 |                                                 |
| Tunnel · Tunnel |                      | Tunnel (937 m)                                  | Tunnel (937 m)                                  |
| Verschwenkung nach links · Verschwenkung nach rechts |                      |                                                 |                                                 |
| Haltepunkt / Haltestelle | 153,6                | Timișu de Sus                                   | Timișu de Sus                                   |
| Haltepunkt / Haltestelle | 158,8                | Timișu de Jos                                   | Timișu de Jos                                   |
| Haltepunkt / Haltestelle | 163,7                | Dârste                                          | Dârste                                          |
| Abzweig geradeaus, nach rechts und von rechts |                      | nach Intorsura Buzăului und nach Târgu Secuiesc | nach Intorsura Buzăului und nach Târgu Secuiesc |
| Bahnhof | 169,9                | Brașov                                          | 565 m                                           |
| Abzweig geradeaus und nach links |                      | nach Făgăraș und nach Zărnești                  | nach Făgăraș und nach Zărnești                  |
| Strecke |                      | nach Teiuș                                      | nach Teiuș                                      |

Die Bahnstrecke Ploiești–Brașov ist eine Hauptbahn in Rumänien. Sie führt aus der Walachei über die Karpaten in den Südosten Siebenbürgens.

## Geschichte
In der zweiten Hälfte des 19. Jahrhunderts gehörte Siebenbürgen zum Königreich Ungarn. Zwischen Ungarn und Rumänien existierte bis 1879 noch keine Bahnverbindung.
Zu Beginn der 1870er Jahre kamen beide Regierungen überein, zunächst zwei grenzüberschreitende Bahnlinien zu bauen, und zwar bei Orșova und über Predeal. Rumänien favorisierte erstere, Ungarn letztere Verbindung, so dass vereinbart wurde, beide Strecken gleichzeitig zu eröffnen. 1874 schlossen Ungarn und Rumänien einen konkreten Vertrag hinsichtlich des Baus der Linie über Predeal. Als Eröffnungstermin wurde der 15. August 1878 vereinbart.
Die Voraussetzungen auf beiden Seiten waren mit der Inbetriebnahme der Strecken Bukarest–Roman 1872 in Rumänien und Teiuș–Brașov 1873 in Ungarn gegeben.
Auf ungarischer Seite konnten die Bauarbeiten für die von Brașov (deutsch Kronstadt, ungarisch Brassó) ausgehende Strecke und durch das Timiș-Tal führende Strecke bis 1878 abgeschlossen werden. Kernstück des Abschnittes waren zwei Tunnel auf der Nordseite der Predeal-Passes.
In Rumänien ging der Bau mit einem Skandal einher: Die Konzession für den Bau erhielt der englische Unternehmer George B. Crawley. Dieser nahm umgehend die Arbeiten auf, musste sie aber 1877 wegen ausbleibender Zahlungen der in massiven finanziellen Schwierigkeiten steckenden rumänischen Regierung einstellen. Der Konzessionsvertrag wurde 1877 gelöst; trotz einer Entschädigungszahlung wurde Crawley in den Bankrott getrieben. Nach weiteren Verzögerungen durch den Russisch-Osmanischen Krieg (1877–1878) übernahm eine französische Gesellschaft den Weiterbau, den der Ingenieur Léon Guilloux leitete. Auf dem rumänischen Teil der Strecke wurden drei kleinere Tunnel gebaut, die bei späteren Erneuerungs- und Ausbauarbeiten aufgelassen wurden. Am 10. Juni 1879 wurde die Verbindung von Ploiești nach Predeal offiziell eröffnet, wobei der Abschnitt von Câmpina nach Sinaia noch bis zum 1. Dezember 1879 in einer Art „Schienenersatzverkehr“ mit Pferdefuhrwerken bewerkstelligt werden musste. Predeal bekam die Funktion eines Grenzbahnhofes zwischen Österreich-Ungarn und Rumänien.
Nach dem Ende des Ersten Weltkrieges wurde Siebenbürgen ein Teil Rumäniens, so dass die hier beschriebene Bahnstrecke vollständig auf rumänischem Territorium lag. Anfang der 1930er Jahre sollte die Strecke bereits elektrifiziert werden. Die CFR entschließt sich aus finanziellen Gründen jedoch für eine Verdieselung. Nachdem 1937 die erste Doppellokomotive der Baureihe DE 241 ausgeliefert wurde, sollten weitere Fahrzeuge folgen; durch den nachfolgenden Zweiten Weltkrieg kam dieses Vorhaben nicht zustande. 1940 erfolgte der doppelgleisige Ausbau; die beiden Tunnel auf der Nordseite mussten jeweils durch parallel verlaufende Tunnel ergänzt werden.

## Elektrifizierung
Das zunehmende Verkehrsaufkommen während der Zwischenkriegszeit verlangte nach neuen, leistungsfähigeren Methoden der Zugförderung, insbesondere auf dem steigungsreichen Abschnitt zwischen Brașov und Predeal. Dabei wurde auch eine Elektrifizierung diskutiert, und zwar mit Wechselstrom 15 kV, 16 2/3 Hz; später sollte der elektrische Betrieb bis Bukarest ausgedehnt werden. Die Züge sollten mit den damals modernsten Lokomotiven aus deutscher Produktion, der E 18 und der E 94, befördert werden; zu diesem Zweck wurden für eine Delegation der CFR am 28./29. April 1942 mit der E 94 060 und einem Zug von 600 Tonnen Messfahrten am Brenner unternommen.
In den Jahren 1965 bis 1969 erfolgte die schrittweise Elektrifizierung und Aufnahme des elektrischen Betriebs zwischen Brașov und Bukarest mit Wechselstrom (25 kV, 50 Hz). Der Abschnitt zwischen Brașov und Predeal war jedoch schon seit 1960 (der erste Fahrleitungsmast wurde am 27. Dezember 1960 in Predeal gesetzt) elektrifiziert worden, weil man auf dieser schwierigen Gebirgsbahn, die schon früher als Teststrecke gedient hatte, Versuche mit elektrischen Lokomotiven verschiedener Hersteller durchführen wollte. Aus dem Wettbewerb ging die schwedische Firma ASEA mit zwei eigens angepassten Gleichrichterlokomotiven Rb 1001 und 1002 der SJ als Sieger hervor, aus denen die 1965 gelieferten Prototypen der in Rumänien (bei Electroputere in Craiova) in Lizenz gefertigten LE 5100 (Reihen 40, 41, 42) und die 1967 gelieferten Prototypen der in Jugoslawien (Rade Koncar Zagreb) ebenfalls in Lizenz gebauten LE 3400 (Reihe 441 der ehemaligen Jugoslawischen Eisenbahnen, bei der CFR die Reihen 43 und 44) abgeleitet wurden.

## Aktuelle Situation
Die gesamte Strecke ist zweigleisig und mit Wechselstrom (25 kV, 50 Hz) elektrifiziert. Sie ist sowohl vom Personen- als auch vom Güterverkehr stark frequentiert.
Die Strecke wurde (Stand 2014) im Abschnitt (Bukarest–) Ploiesti–Predeal größtenteils mit EU-Mitteln umfassend saniert.